# 里賈納崗 (加利福尼亞州)
里賈納高崗（英語：Regina Heights）是位於美國加利福尼亞州門多西諾縣的一個非建制地區。該地的面積和人口皆未知。

## 地理
里賈納高崗的座標為39°08′54″N 123°10′25″W / 39.14833°N 123.17361°W，而該地的平均海拔高度為282米（即925英尺）。